# 最後の審判 (フラ・アンジェリコ、フィレンツェ)
『最後の審判』(さいごのしんぱん、伊: Giudizio universale, 英: The Last Judgment) は、ルネサンスの芸術家フラ・アンジェリコによる板上のテンペラ画 (105 cm × 210 cm) である。新しく選出された修道院長である人文主義者の学者、アンブロ―ジョ・トラヴェルサーリのためにカマルドリ会によって注文された。制作年は、1425年ごろ、1425–30年 、1431年とさまざまである。もともとはサンタ・マリア・デッリ・アンジェリ教会にあったが、現在はフィレンツェのサン・マルコ美術館に所蔵されている。フラ・アンジェリコによる別の『最後の審判』(ベルリン絵画館)と区別されなければならない。
フラ・アンジェリコの大半の作品と同様に、『最後の審判』の図像は同時代的な扱いで、標準的なものである。『最後の審判』は、教会において最も一般的な主題の一つで、壁面によく見られる絵画である。絵画の上部中央で、キリストは、天使、聖母マリア、福音記者ヨハネ、そして聖人たちに囲まれた白い玉座で審判を下している。キリストは生と死を分かつ裁判官として表され、左手は地獄を指し、右手は天国を指している。キリストの右手には楽園があり、天使たちが美しい庭を通って救済された人々を輝く町へと導いている。真ん中には復活した死者の壊れた墓があり、墓から出てきて最終的に裁かれる。キリストの左にいるサタンは、邪悪な者が苦しめられている地獄に呪われた者を追いやっている。一番下で、サタンは呪われた者のうちの三人を噛み、他の二人を掴んでいる。

## 詳細

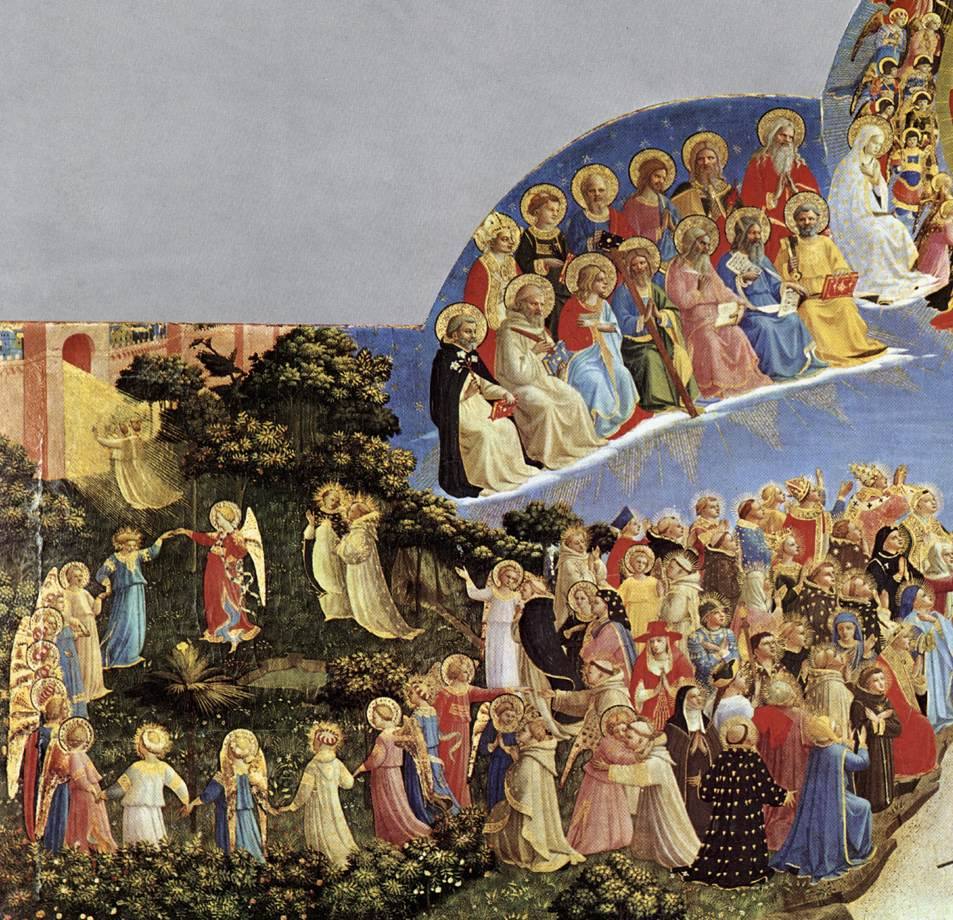
天国
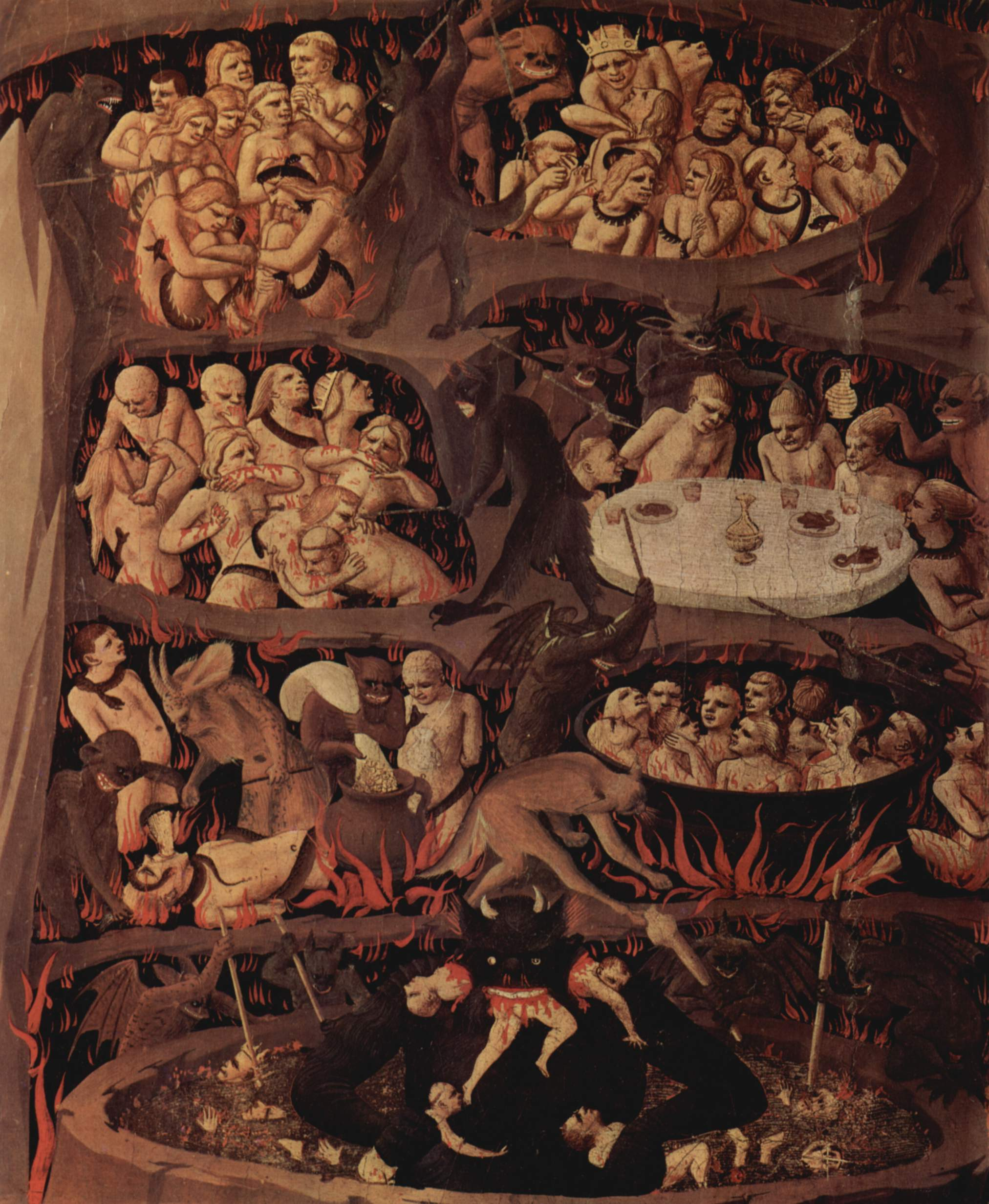
地獄
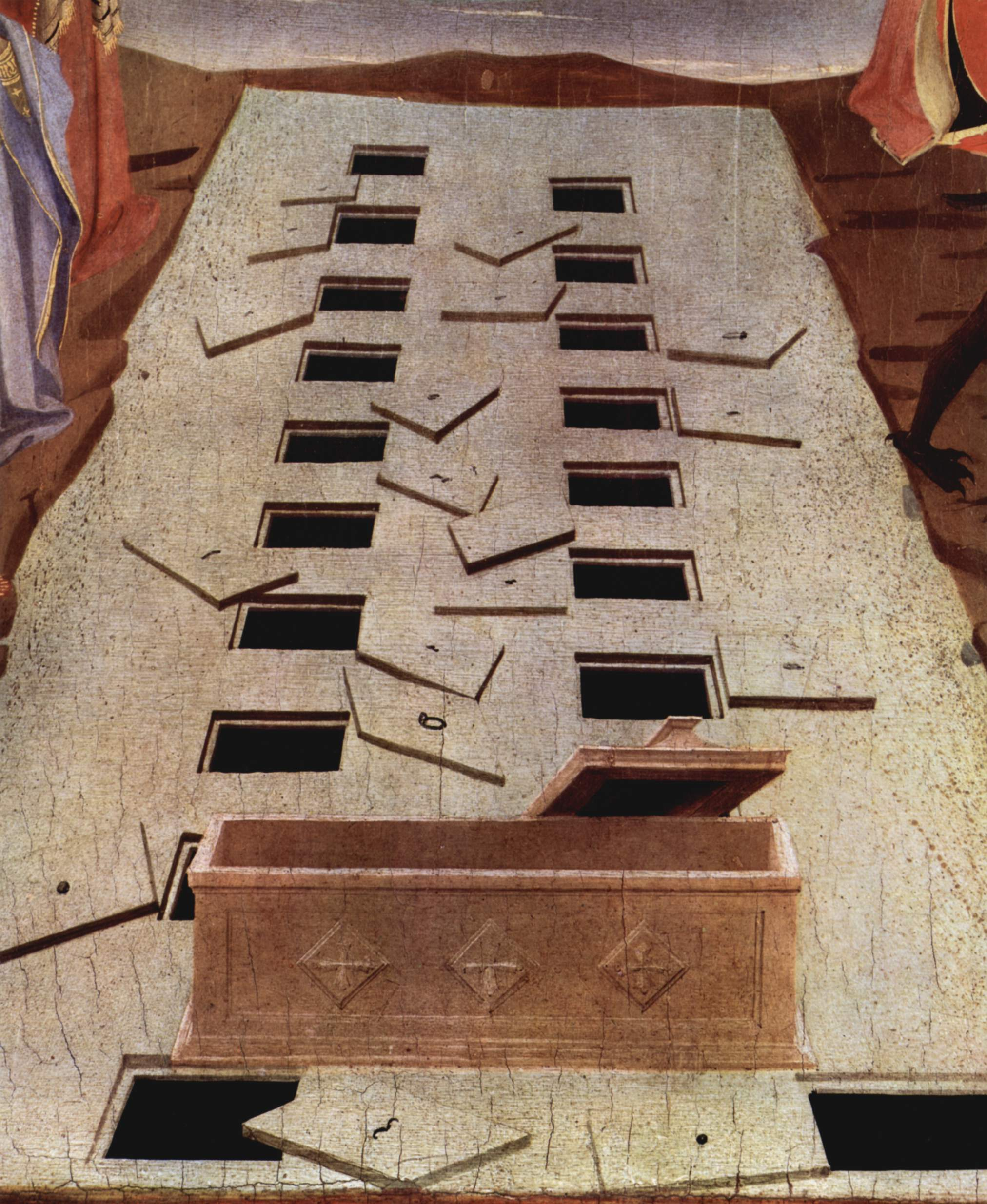
壊れた墓の詳細

## 以下も参照のこと
- 運命 (絵画)（英語版）
- 最後の審判 (ミケランジェロ)
- 最後の審判 (曖昧さ回避)